# Kawasaki Z 750 LTD

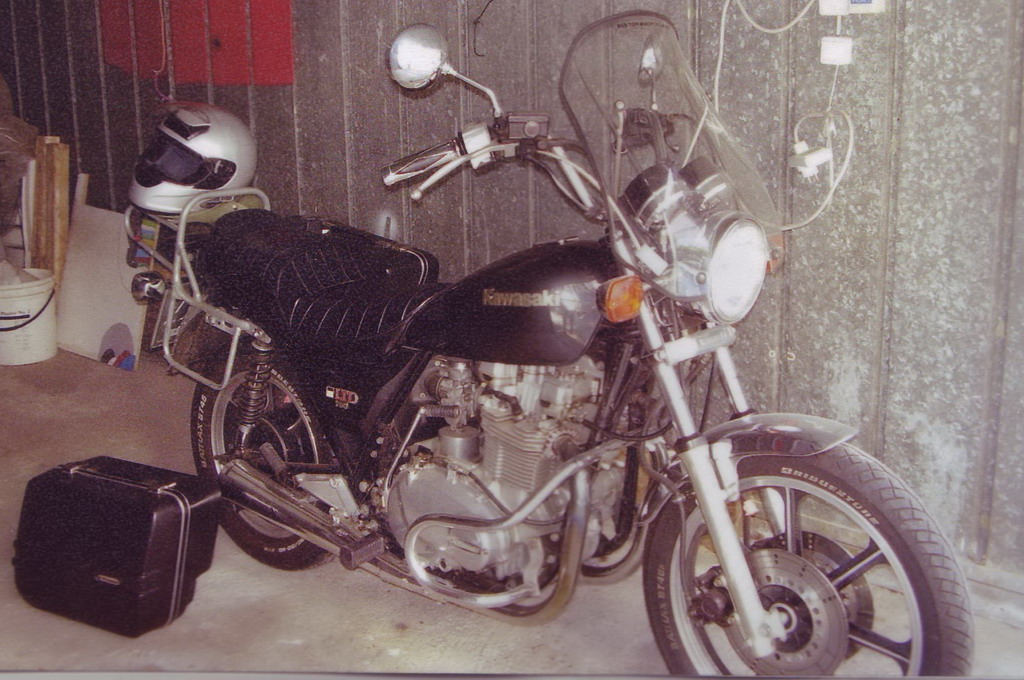
Z750Twin LTD K1

Die Z 750 LTD wurde in zwei Varianten gebaut. Zum einen mit dem bekannten Vierzylinder aus der normalen Z-Baureihe der 1980er-Jahre, zum anderen mit dem Parallel-Twin aus der Z 750 B, welche von 1976 bis 1979 gebaut wurde. In diesem Beitrag geht es um die Variante mit Parallel-Twin-Motor.
Folgende Varianten der Z 750 Twin LTD gab es im Laufe der Jahre.
| Baujahr | Modell             | Technische Änderungen                                                                                     |
| ------- | ------------------ | --- |
| 1980    | KZ 750-G1          | Gussräder / US Modell                                                                                     |
| 1982    | KZ 750-M1          | Speichenräder / US Modell                                                                                 |
| 1982    | KZ 750-S1          | Gussräder (letztes Modell mit einer Scheibenbremse vorne)                                                 |
| 1982    | KZ 750-Y1          | Speichenräder, Doppelscheibenbremse                                                                       |
| 1983    | KZ 750-S2 KZ750-Y2 | Kupplung, Stöpsel auf Leerlaufschraube entfällt, Telegabel, Bremszangen, S2: Gussräder, Y2: Speichenräder |
| 1983    | KZ 750-K1          | Seitenständerschalter, Autom. Blinkerrückstellung, Leerlauferkennung geändert, Zahnriemen, Gussräder      |

Grundsätzliche Änderungen mit Einführung der LTD im Gegensatz zur Z 750 B:
- Rahmengeometrie, Schutzbleche vorne und hinten
- Tank, Benzinhahn
- Gabel und Vorderrad
- Trommelbremse statt Scheibenbremse hinten
- Kontaktlose Zündanlage
- Auspuffanlage
- Vergaser und Gaszüge
- Kupplungsbetätigung
- Kettenräder
- Stoßdämpfer

Trotz guter Testberichte insbesondere aufgrund des starken Parallel-Twins, erreichte die LTD nie signifikante Verkaufszahlen und blieb ein Exot im Programm von Kawasaki. Der Fokus lag in den 1980er Jahren auf den 4-Zylinder-Modellen, da diese durch den Erfolg der Z 900 (Frankensteins Tochter) eher mit dem Namen Kawasaki assoziiert wurden, als ein Parallel-Twin à la Norton. Möglicherweise lag es auch an dem doch eher barocken Softchopper-Design der 1980er Jahre.